# Обершикур
Обершику́р (фр. Auberchicourt) — коммуна во Франции, регион О-де-Франс, департамент Нор, кантон Аниш, в 12 км к востоку от Дуэ и в 36 км к югу от Лилля, в 4 км от автомагистрали А21 «Рокада Миньер».
Население (2017) — 4 448 человек.
В Обершикуре угольная компания Аниш — вторая крупнейшая угледобывающая компания Франции — до середины XX века располагала свой головной офис и вела разработку угля из пяти шахт.
На территории коммуны находится большое военное кладбище, на котором захоронены британские солдаты и офицеры, погибшие во время Первой мировой войны.

## Достопримечательности
Церковь Нотр-Дам XVII века, перестроенная во второй половине XIX века

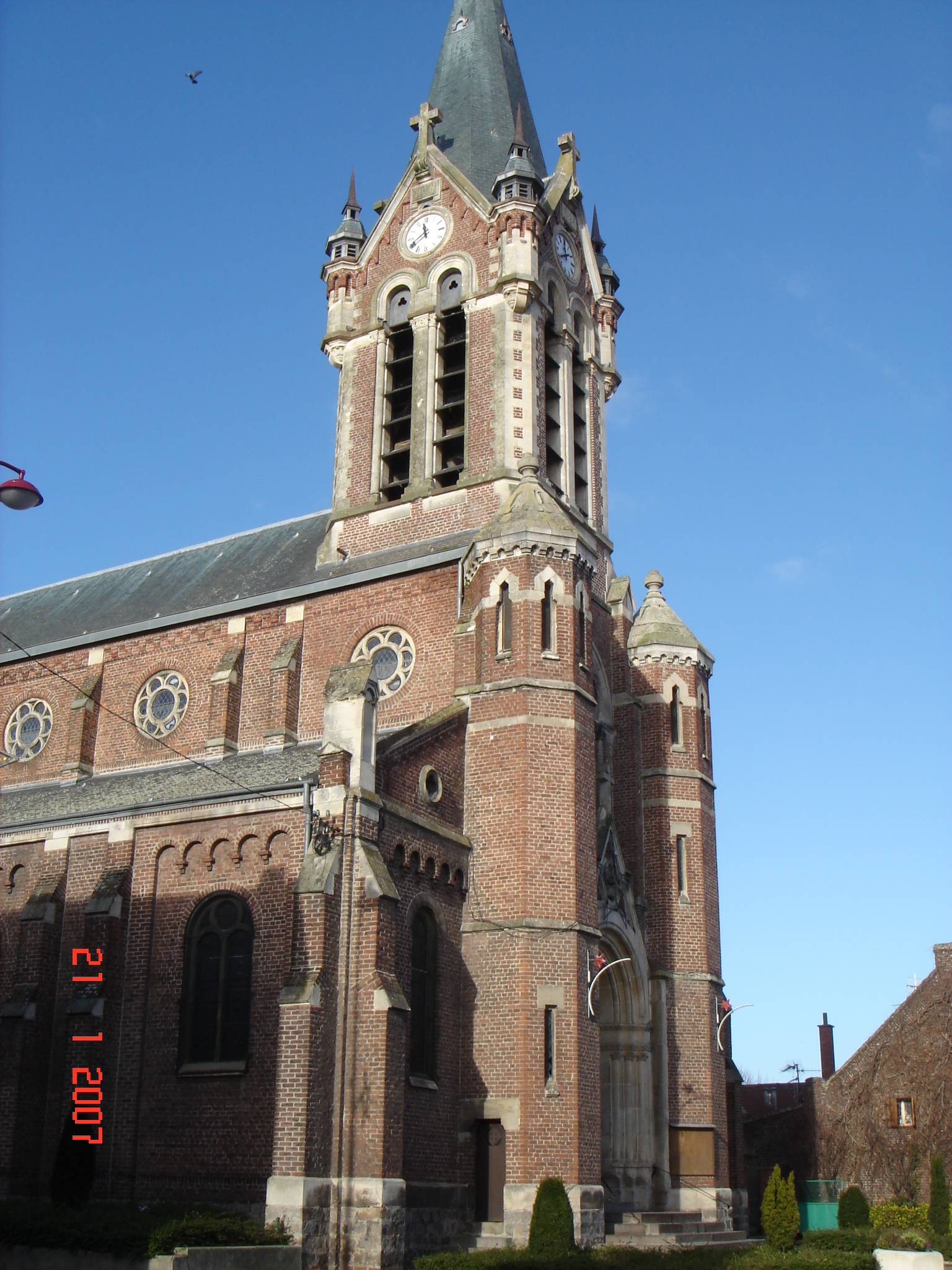
Церковь Нотр-Дам

## Экономика
Структура занятости населения:
- сельское хозяйство — 0,0 %
- промышленность — 15,4 %
- строительство — 5,9 %
- торговля, транспорт и сфера услуг — 24,5 %
- государственные и муниципальные службы — 54,1 %

Уровень безработицы (2017) — 17,1 % (Франция в целом — 13,4 %, департамент Нор — 17,6 %). 

Среднегодовой доход на 1 человека, евро (2017) — 18 160 (Франция в целом — 21 110, департамент Нор — 19 490).

## Демография
Динамика численности населения, чел.

## Администрация
Пост мэра Обершикура с 1995 года занимает социалист Жиль Гревен (Gilles Grevin). На муниципальных выборах 2020 года возглавляемый им список социалистов одержал победу, набрав во 1-м туре 83,72 % голосов.
| Период | Период | Фамилия     | Партия                  | Примечания |
| ------ | ------ | ----------- | ----------------------- | ---------- |
| 1995   |        | Жиль Гревен | Социалистическая партия |            |